# Сейтар
«Сейта́р» — український нс-скінхедський рок-гурт з Києва, що грає в жанрі RAC. В своїх піснях грає на тематику патріотизму, націоналізму, язичництва, антисемітизму та білого расизму

## Альбоми

### «Смерть ворогам!» (2005)
| #     | Назва                       | Тривалість |
| ----- | --------------------------- | ---------- |
| 1.    | «Марш Нової Ери»            | 1:12       |
| 2.    | «Ти — Білий»                | 3:06       |
| 3.    | «Солдати Четвертого Рейху»  | 2:48       |
| 4.    | «Ще є…»                     | 1:46       |
| 5.    | «З Нами Чи Проти Нас»       | 2:17       |
| 6.    | «Небезпека»                 | 2:33       |
| 7.    | «Русь»                      | 2:48       |
| 8.    | «Смерть Ворогам»            | 2:24       |
| 9.    | «Клич Синів Перуна»         | 2:57       |
| 10.   | «White Power! White Pride!» | 2:49       |
| 11.   | «Сейтар»                    | 2:49       |
| 12.   | «Голодомор»                 | 3:06       |
| 13.   | «Проти!»                    | 3:27       |
| 36:23 |                             |            |

### «Невидане» (2014)
| #     | Назва                    | Тривалість |
| ----- | ------------------------ | ---------- |
| 1.    | «Галицький лев»          | 4:13       |
| 2.    | «Під прицілом»           | 4:03       |
| 3.    | «Рагнарок»               | 3:57       |
| 4.    | «Удар Слов'янских Богів» | 3:27       |
| 5.    | «Самогубство»            | 1:54       |
| 17:34 |                          |            |

## Заборона пісні
Якутський міський суд Російської Федерації визнав пісню "Ти білий" українського гурту Сейтар екстремістською в 2013 році. [Архівовано 2 квітня 2018 у Wayback Machine.]